# 伝法大橋
伝法大橋（でんぽうおおはし）は、大阪市西淀川区福町と此花区伝法間の淀川に架かる橋である。国道43号（第二阪神国道）に指定されている。この記事では並行して架けられている新伝法大橋についても記述する。

## 基礎データ
伝法大橋
- 橋長 - 765.1m
- 幅 - 17m
- 径間 - 19
- 形式 - ランガー鋼橋
- 竣工 - 1942年（昭和17年）1月

新伝法大橋
- 橋長 - 860.3m
- 幅 - 15.5m
- 径間 - 13
- 形式 - 鋼箱桁橋
- 竣工 - 1969年（昭和44年）3月

## 歴史
伝法大橋は大阪都市計画事業第33号線（伝法尼崎線、後の第二阪神国道の一部）の建設に伴い、1942年（昭和17年）に架けられた。戦後、経済成長とモータリゼーションの影響で交通量が増加したため、新伝法大橋が伝法大橋の下流に架けられた。

### 年表
- 1942年（昭和17年）1月 - 伝法大橋竣工
- 1969年（昭和44年）3月 - 新伝法大橋竣工

## 交通アクセス
- 阪神なんば線 伝法駅下車